# Europese kampioenschappen acrobatische gymnastiek 2015
De Europese kampioenschappen acrobatische gymnastiek 2015 waren door Union Européenne de Gymnastique (UEG) georganiseerde kampioenschappen voor acrogymnasten. De 27e editie van de Europese kampioenschappen vond plaats van 23 september tot 5 oktober 2015 in het Duitse Riesa.

## Resultaten

### Duo's
| Dames      |                                             |                                             |                                      |
| Discipline | Goud                                        | Zilver                                      | Brons                                |
| All round  | Daria Guryeva Daria Kalinina                | Marharyta Bartashevich Viktoryia Mikhnovich | Chelsea Fisher Abbi Greaves          |
| Balans     | Marharyta Bartashevich Viktoryia Mikhnovich | Daria Guryeva Daria Kalinina                | Laurie Philpott Natascha Van Es      |
| Tempo      | Daria Guryeva Daria Kalinina                | Marharyta Bartashevich Viktoryia Mikhnovich | Laurie Philpott Natascha Van Es      |
| Heren      |                                             |                                             |                                      |
| Discipline | Goud                                        | Zilver                                      | Brons                                |
| All round  | Vincent Casse Arne Van Gelder               | Igor Mishev Nikolay Suprunov                | Ilya Rybinski Yauheni Novikau        |
| Balans     | Igor Mishev Nikolay Suprunov                | Vincent Casse Arne Van Gelder               | Tim Sebastian Michail Kraft          |
| Tempo      | Igor Mishev Nikolay Suprunov                | Ilya Rybinski Yauheni Novikau               | Vincent Casse Arne Van Gelder        |
| Gemengd    |                                             |                                             |                                      |
| Discipline | Goud                                        | Zilver                                      | Brons                                |
| All round  | Marina Chernova Georgii Pataraia            | Ryan Bartlett Hannah Baughn                 | Artur Beliakou Volha Melnik          |
| Balans     | Marina Chernova Georgii Pataraia            | Ryan Bartlett Hannah Baughn                 | Artur Beliakou Volha Melnik          |
| Tempo      | Marina Chernova Georgii Pataraia            | Lewis Walker Isabella Montagna              | Mikhail Talkachou Angelina Sandovich |

### Groep
| Dames      |                                                    |                                                                        |                                                                  |
| Discipline | Goud                                               | Zilver                                                                 | Brons                                                            |
| All round  | Julie Van Gelder Ineke Van Schoor Kaat Dumarey     | Valeriia Belkina Yulia Nikitina Zhanna Parkhometc                      | Katsiaryna Barysevich Karina Sandovich Veranika Nabokina         |
| Balans     | Julie Van Gelder Ineke Van Schoor Kaat Dumarey     | Katsiaryna Barysevich Karina Sandovich Veranika Nabokina               | Valeriia Belkina Yulia Nikitina Zhanna Parkhometc                |
| Tempo      | Valeriia Belkina Yulia Nikitina Zhanna Parkhometc  | Julie Van Gelder Ineke Van Schoor Kaat Dumarey                         | Katsiaryna Barysevich Karina Sandovich Veranika Nabokina         |
| Heren      |                                                    |                                                                        |                                                                  |
| Discipline | Goud                                               | Zilver                                                                 | Brons                                                            |
| All round  | Yannay Kalfa Daniel Uralevitch Lidar Dana Efi Sach | Valentin Chetverkin Maksim Chulkov Aleksandr Kurasov Victor Grechukhin | Dennis Andreev Borislav Borisov Venelin Parvanov Hristo Dimitrov |
| Balans     | Yannay Kalfa Daniel Uralevitch Lidar Dana Efi Sach | Valentin Chetverkin Maksim Chulkov Aleksandr Kurasov Victor Grechukhin | Dennis Andreev Borislav Borisov Venelin Parvanov Hristo Dimitrov |
| Tempo      | Yannay Kalfa Daniel Uralevitch Lidar Dana Efi Sach | Valentin Chetverkin Maksim Chulkov Aleksandr Kurasov Victor Grechukhin | Artsiom Khvalko Kiryl Shatau Eduard Vauchetski Ilya Prushynski   |

1978 ·
1979 ·
1980 ·
1982 ·
1984 ·
1985 ·
1986 ·
1987 ·
1988 ·
1989 ·
1990 ·
1991 ·
1992 ·
1993 ·
1994 ·
1995 ·
1996 ·
1997 ·
1999 ·
2001 ·
2003 ·
2005 ·
2007 ·
2009 ·
2011 ·
2013 ·
2015 ·
2017 ·
2019 ·
2021 ·